# Угода з дияволом (фільм)
«Угода з дияволом» (англ. The Covenant) — американський містичний трилер сценариста І. С. Кардона, режисера Ренні Гарліна, в головних ролях знімалися Стівен Стрейт, Тейлор Кітч, Тобі Гемінґвей, Чейс Кроуфорд, Себастіан Стен, Лаура Ремсі та Джессіка Лукас. Попри позитивні відгуки фанатів і непогані касові збори, фільм був розгромлений критиками, маючи 3%-ий рейтинг на Rotten Tomatoes.

## Сюжет
У 1692 році, під час переслідувань салемських відьом, п'ять сімей з колонії Іпсвіч штату Массачусетс сформували завіт мовчання, щоб назавжди захистити свої родини та надприродні сили від мисливців на відьом. Одна сім'я зайшла занадто далеко, тому через їх поведінку та злочини, їх було назавжди вигнано.
Наші дні. Четверо синів Іпсвіча,  тепер елітні студенти престижної академії Спенсера. Студенти Академії Кейлеб Денверс (Стівен Стрейт), Пог Перрі (Тейлор Кітч), Рід Гарвін (Тобі Хемінгуей) і Тайлер Сіммс (Чейс Крофорд) — є найкрутішими хлопцями на території кампуса. Але це ще не все: вони володіють надздібностями та зберігають майже 300-річну таємницю, що вони у реальності — чаклуни, підліткові нащадки відьом 17-го століття, п'ятірка сімей 1692 року.
Пов'язані своїм священним родоводом й обіцянкою мовчання, ці чотири підлітки очікують свій великий час, момент, коли можна опанувати джерелом майже безмежних містичних здібностей,які виснажують життєві сили, якщо використовуються надмірно.
Колишня студентка з Бостона Сара намагається пристосуватися до життя на новому місці, але її не покидає відчуття, що за нею постійно хтось стежить. Під час змагання з плавання Кейлеб помічає почорнілі очі Чейза, що є ознакою того, що він використовував магію. Кейлеб розповідає друзям про своє відкриття і разом з Погом розшукує документи Чейза в кабінеті директора. Вони з'ясовують, що він був усиновлений і що його прийомні батьки загинули в автокатастрофі в день його вісімнадцятиріччя, його справжнє прізвище Поуп.
Чейз хоче більшої влади. Він погрожує Кейлебу вбити Сару, якщо тільки той не віддасть йому свою силу при «сходженні» (а це означає смерть). Мати Кейлеба вмовляє батька віддати синові власну силу. У поєдинку з Чейзом Кейлеб отримує силу батька і перемагає Чейза. Питання, чи вдасться Денверсу не повторити помилку багатьох попередніх чаклунів, які часто використовували магію через жагу влади, залишається відкритим.

### Магічні сили
У фільмі згадуються різні надприродні магічні здібності, у тому числі різні види кінезису:психокінез, пірокінез, телекінез, левітація, заклинання, щоб пошкодити ворога/захистити, контроль над павуками тощо.

## Ролі
- Стівен Стрейт — Кейлеб Денверс
- Себастіан Стен — Чейз Коллінз
- Тейлор Кітч — Пог Перрі
- Лора Ремсі — Сара Венам
- Джессіка Лукас — Кейт Тенні
- Тобі Гемінґвей — Рід Гарвін
- Чейс Кроуфорд — Тайлер Сіммс
- Венді Кровсон — Евелін Денверс
- Кеннет Велш — проректор Гіґґінс

## Виробництво
Вечірка на початку фільму повинна відбутися наприкінці літа в Новій Англії. Проте зйомки відбулися в кінці жовтня в Монреалі. Акторам і знімальній команді довелося терпіти холод під час зйомок.
Павук, на якого наступив Чейз, — несправжній. Він створений комп'ютерною графікою. Загалом, як і всі павуки в фільмі.
Всі четверо головних героїв-хлопців працювали моделями.
Себастіан Стен (Чейз) і Тобі Хемінгвей (Рейд) знімалися разом у фільмі «Чорний лебідь» (2010).

### Неточності
Коли лікар говорить про те, що не так з Кейт, він каже: «Схоже на те, що її вкусили сотні комах, наприклад, павуки». Павуки — не комахи, і лікар повинен це знати.
Татуювання на спині Сари то зникають, то знову з'являється протягом усього фільму.

### Алюзії
Під час дискусії про Стівена Кінга Рейд говорить, що «Ловець снів був лайном». У книзі «Ловець снів» сюжет розгортається навколо чотирьох друзів-хлопців з надприродними силами, що нагадує фільм «Угода з дияволом».
Прізвище Кейлеба — Денверс. Денверс — це назва міста в північно-східній частині штату Массачусетс, всього в 10 милях від Іпсвіча, де розгортається сюжет фільму. Денверс також є сучасною назвою села Салем (англ. Salem Village), справжнього центру так званої істерії навколо салемських відьом 1692-93 років, в який також входив Іпсвіч.

## Графічний роман
Комікс-приквел до фільму випущений Top Cow Comics. Засновник Top Cow Comics Марк Сільвестрі також виступив асоційованим продюсером фільму.

## Домашнє відео
Фільм випущений на DVD та Blu-ray 2 січня 2007 року. Було продано 1 618 891 одиниць, дохід склав $26 578 576.